# Pauropus lubbockii
Pauropus lubbockii är en mångfotingart som beskrevs av Alpheus Spring Packard 1870. Pauropus lubbockii ingår i släktet grovfåfotingar, och familjen fåfotingar. Inga underarter finns listade i Catalogue of Life.